# Байнам (Монтана)
Байнам (англ. Bynum) — переписна місцевість (CDP) в США, в окрузі Тетон штату Монтана. Населення — 28 осіб (2020).

## Географія
Байнам розташований за координатами 47°58′5″ пн. ш. 112°18′59″ зх. д. / 47.96806° пн. ш. 112.31639° зх. д. (47.968123, -112.316476).  За даними Бюро перепису населення США в 2010 році переписна місцевість мала площу 4,22 км², уся площа — суходіл.

## Демографія
Згідно з переписом 2010 року, у переписній місцевості мешкала 31 особа в 18 домогосподарствах у складі 11 родини. Густота населення становила 7 осіб/км².  Було 22 помешкання (5/км²).
Расовий склад населення:
| - 96,8 % — білих - 3,2 % — корінних американців |

До двох чи більше рас належало 0,0 %. Частка іспаномовних становила 0,0 % від усіх жителів.
За віковим діапазоном населення розподілялося таким чином: 0,0 % — особи молодші 18 років, 54,8 % — особи у віці 18—64 років, 45,2 % — особи у віці 65 років та старші. Медіана віку мешканця становила 63,8 року. На 100 осіб жіночої статі у переписній місцевості припадало 158,3 чоловіків;  на 100 жінок у віці від 18 років та старших — 158,3 чоловіків також старших 18 років.
Середній дохід на одне домашнє господарство  становив 61 019 доларів США (медіана — 50 833), а середній дохід на одну сім'ю — 60 144 долари (медіана — 50 833). 
Цивільне працевлаштоване населення становило 30 осіб. Основні галузі зайнятості: мистецтво, розваги та відпочинок — 50,0 %, освіта, охорона здоров'я та соціальна допомога — 20,0 %, сільське господарство, лісництво, риболовля — 16,7 %.